# Leptogorgia euryale
Leptogorgia euryale är en korallart som först beskrevs av Bayer 1952.  Leptogorgia euryale ingår i släktet Leptogorgia och familjen Gorgoniidae. Inga underarter finns listade i Catalogue of Life.